# Lista de prefeitos de Nova Cruz
Esta é a lista de prefeitos de Nova Cruz, município brasileiro do Estado do Rio Grande do Norte. O prédio da prefeitura chama-se Palácio Antônio Arruda Câmara.

## Intendentes
| Nº | Prefeito               | Imagem | Partido | Primeira-dama         | Início do mandato    | Fim do mandato         | Observações |
| -- | ---------------------- | ------ | ------- | --------------------- | -------------------- | ---------------------- | ----------- |
| 1  | Odilon Amâncio Ramalho |        |         | Lucila Pessoa Ramalho | 1919                 | 31 de dezembro de 1923 | Intendente  |
| 2  | Nestor Marinho         |        |         | Amélia Aranha Marinho | 1 de janeiro de 1924 | 31 de dezembro de 1926 | Intendente  |
| 3  | Mário Manso            |        |         | N/C                   | 1 de janeiro de 1927 | 31 de dezembro de 1929 | Intendente  |

## Prefeitos
| Nº | Prefeito                           | Imagem                    | Partido                   | Primeira-dama                                       | Início do mandato     | Fim do mandato         | Vice-prefeito                      | Observações                   |
| -- | ---------------------------------- | ------------------------- | ------------------------- | --------------------------------------------------- | --------------------- | ---------------------- | ---------------------------------- | ----------------------------- |
| 1  | Antônio Arruda Câmara              |                           |                           | Taciana Baía Arruda Câmara                          | 1 de janeiro de 1930  | 31 de dezembro de 1934 | —                                  | Prefeito nomeado              |
| 2  | Mário Gadelha Simas                |                           |                           | N/C                                                 | 1 de janeiro de 1935  | 31 de dezembro de 1937 | —                                  | Prefeito nomeado              |
| 3  | Mário Manso                        |                           |                           | N/C                                                 | 1 de janeiro de 1938  | 31 de dezembro de 1941 | —                                  | Prefeito nomeado              |
| 4  | Severino Elias                     |                           |                           | N/C                                                 | 1 de janeiro de 1942  | 31 de dezembro de 1944 | —                                  | Prefeito nomeado              |
| 5  | Antônio Arruda Câmara              |                           |                           | Taciana Baía Arruda Câmara                          | 1 de janeiro de 1945  | 1 de maio de 1948      | —                                  | Prefeito nomeado              |
| 6  | Lauro Arruda Câmara                |                           | PSD                       | Joanita Torres Arruda Câmara                        | 1 de maio de 1948     | 3 de outubro de 1950   | Adauto de Carvalho                 | Prefeito e vice eleitos       |
| 7  | Adauto de Carvalho                 |                           | PSD                       | Alice de Carvalho                                   | 3 de outubro de 1950  | 31 de março de 1953    | —                                  | Vice-prefeito eleito no cargo |
| 8  | Ormildo Mattos                     |                           | PSD                       | N/C                                                 | 31 de março de 1953   | 31 de março de 1958    | José André Dias                    | Prefeito e vice eleitos       |
| 9  | Joanita Torres Arruda Câmara       |                           | PSD                       | Lauro Arruda Câmara (Primeiro-cavalheiro)           | 31 de março de 1958   | 31 de março de 1963    | Otacílio Gomes da Silva            | Prefeita e vice eleitos       |
| 10 | José Peixoto Mariano               |                           |                           | Marina Fernandes Peixoto                            | 31 de março de 1963   | 31 de janeiro de 1969  | Luís Gadelha de Assunção           | Prefeito e vice eleitos       |
| 11 | Severino Augusto de Morais         |                           | ARENA                     | Maria Moreira de Morais                             | 31 de janeiro de 1969 | 31 de janeiro de 1973  | José de Arimatéa                   | Prefeito e vice eleitos       |
| 12 | José Peixoto Mariano               |                           | ARENA                     | Marina Fernandes Peixoto                            | 31 de janeiro de 1973 | 31 de janeiro de 1977  | Olavo Pinheiro                     | Prefeito e vice eleitos       |
| 13 | Luiz Moreira Neto                  |                           | ARENA                     | Bilú                                                | 31 de janeiro de 1977 | 31 de janeiro de 1983  | Antônio Matias da Costa            | Prefeito e vice eleitos       |
| 14 | José Peixoto Mariano               |                           | PDS                       | Marina Fernandes Peixoto                            | 31 de janeiro de 1983 | 31 de dezembro de 1988 | Anselmo Augusto de Morais          | Prefeito e vice eleitos       |
| 15 | Targino Pereira da Costa Neto      |                           | PMDB                      | Germana de Azevedo Targino                          | 1 de janeiro de 1989  | 31 de dezembro de 1992 | José de Arimatéa                   | Prefeito e vice eleitos       |
| 16 | Wandir Ernesto de Andrade          |                           | PMDB                      | Maria das Neves Freire de Andrade                   | 1 de janeiro de 1993  | 31 de dezembro de 1996 | Flávia Azevedo Rodrigues de Aquino | Prefeito e vice eleitos       |
| 17 | Germana de Azevedo Targino         |                           | PMDB                      | Targino Pereira da Costa Neto (Primeiro-cavalheiro) | 1 de janeiro de 1997  | 31 de dezembro de 2000 | Iracema                            | Prefeita e vice eleitas       |
| 18 | Cid Arruda Câmara                  |                           | PFL                       | Valéria Maria Vieira Arruda Câmara                  | 1 de janeiro de 2001  | 31 de dezembro de 2008 | Janduhy Max Freire de Andrade      | Prefeito e vice eleitos       |
| 18 | Cid Arruda Câmara                  | PSB                       | Prefeito e vice reeleitos | Valéria Maria Vieira Arruda Câmara                  | 1 de janeiro de 2001  | 31 de dezembro de 2008 | Janduhy Max Freire de Andrade      |                               |
| 19 | Flávio Azevedo Rodrigues de Aquino |                           | PMDB                      | Ana Karla Cartaxo Rodrigues de Aquino               | 1 de janeiro de 2009  | 31 de dezembro de 2012 | João Paulo Freire de Andrade       | Prefeito e vice eleitos       |
| 20 | Cid Arruda da Câmara               |                           | PSB                       | Valéria Maria Vieira Arruda Câmara                  | 1 de janeiro de 2013  | 31 de dezembro de 2016 | Monique Peixoto Targino            | Prefeito e vice eleitos       |
| 21 | Targino Pereira da Costa Neto      |                           | PMDB                      | Germana de Azevedo Targino                          | 1 de janeiro de 2017  | 7 de janeiro de 2019   | Flávio César Nogueira              | Prefeito e vice eleitos       |
| 22 | Flávio César Nogueira              |                           | MDB                       | Andreia Milena Costa de Oliveira                    | 7 de janeiro de 2019  | 31 de dezembro de 2024 | —                                  | Vice-prefeito eleito no cargo |
| 22 | Flávio César Nogueira              | Ana Lúcia Barbosa Moreira | MDB                       | Andreia Milena Costa de Oliveira                    | 7 de janeiro de 2019  | 31 de dezembro de 2024 | Prefeito reeleito e vice eleita    |                               |
| 23 | João Nogueira Neto                 |                           | MDB                       | -                                                   | 1° de janeiro de 2025 | Atualidade             | Iraldo George Marques Guerra       | Prefeito e vice eleitos       |

OBS: N/C - Não consta